# Eudiometru
Eudiometrul este un aparat folosit în laboratoarele științifice alcătuit dintr-un tub de sticlă gradat, cu doi electrozi de platină, folosit la analiza volumetrică a gazelor sau la sinteza anumitor substanțe de formă gazoasă cu ajutorul descărcării electrice.

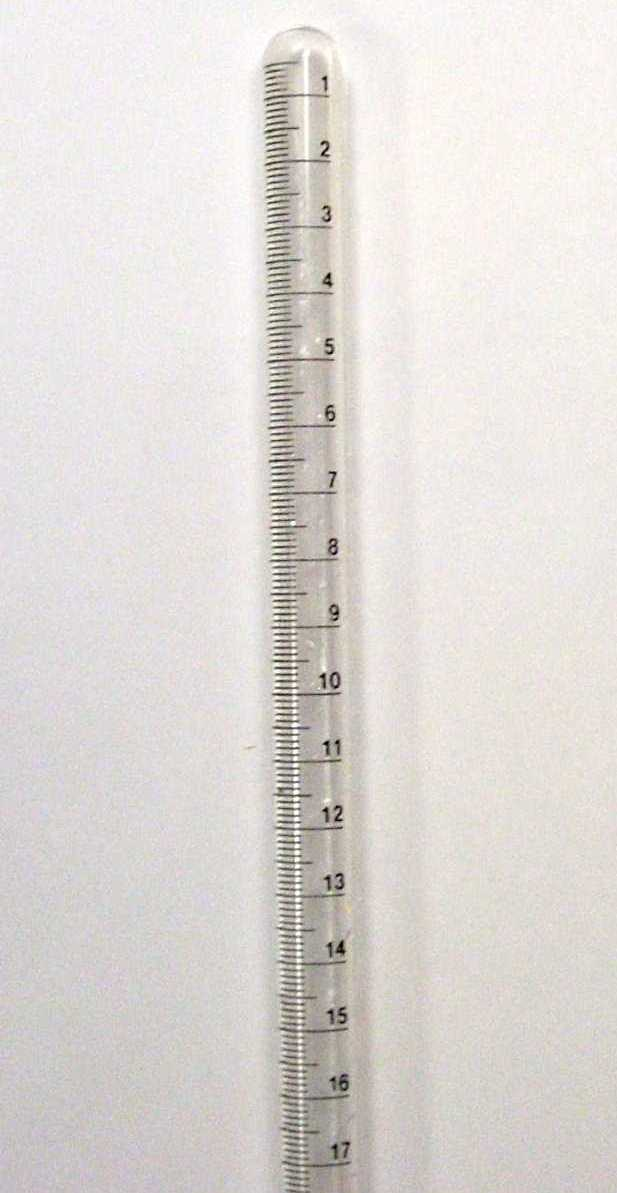
Eudiometru